# Jeff Simpson
Jeff Simpson (Hamilton, 29 ottobre 1950) è un ex tennista neozelandese.

## Carriera
In carriera ha raggiunto tre finali di doppio. Nei tornei del Grande Slam ha ottenuto il suo miglior risultato raggiungendo il terzo turno nel singolare a Wimbledon nel 1973 e agli US Open nello stesso anno.
In Coppa Davis ha giocato un totale di 13 partite, ottenendo 4 vittorie e 9 sconfitte.

## Statistiche

### Doppio

#### Finali perse (3)
| Numero | Anno             | Torneo                                 | Superficie | Compagno          | Avversari in finale          | Punteggio |
| 1.     | 22 ottobre 1972  | Japan Open Tennis Championships, Tokyo | Cemento    | Marcelo Lara      | Dick Dell Sherwood Stewart   | 3-6, 2-6  |
| 2.     | 25 novembre 1973 | Benson & Hedges Classic, Christchurch  |            | Jürgen Fassbender | Anand Amritraj Fred McNair   | abbandono |
| 3.     | 27 gennaio 1974  | Roanoke International Tennis, Roanoke  | Cemento    | Ian Crookenden    | Vitas Gerulaitis Sandy Mayer | 6-7, 1-6  |